# Tomba di Asaf Khan
La tomba di Asaf Khan (in urdu مقبرہ آصف خان‎?) è un mausoleo del XVII secolo situato nel complesso monumentale di Shahdara Bagh, nella città di Lahore, nel Punjab in Pakistan. Fu costruita per lo statista moghul Abu'l-Hasan Asaf Khan, che prese il nome di Asaf Khan. Era fratello di Nur Jahan e cognato dell'imperatore moghul Jahangir. La sua tomba si trova adiacente alla tomba di Jahangir e vicina alla tomba di Nur Jahan. È stata costruita nello stile architettonico dell'Asia centrale, e si trova al centro di un giardino Charbagh stile persiano.

## Biografia

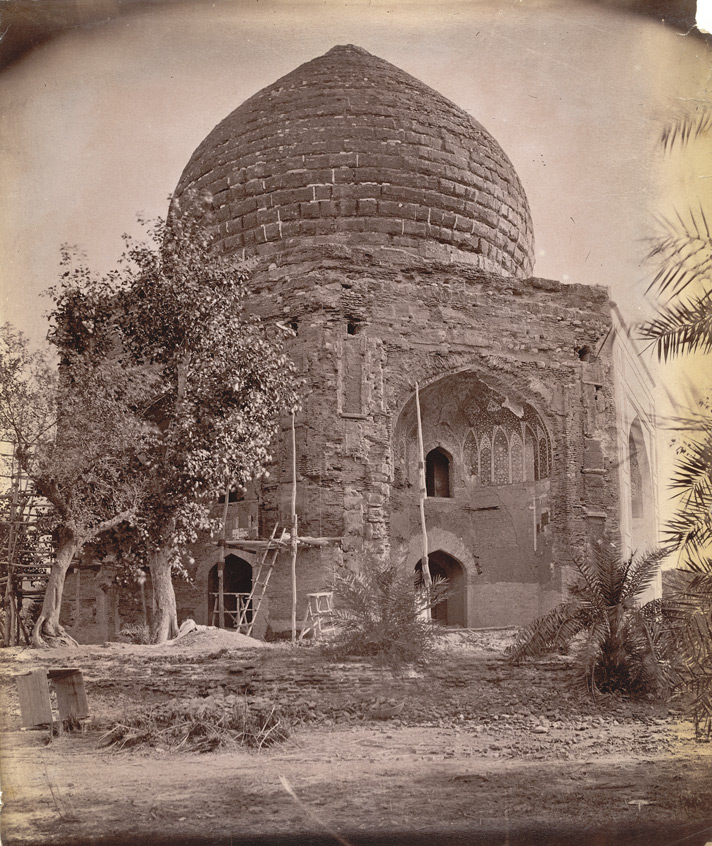
Fotografia storica della tomba, scattata nel 1880

Asaf Khan era il fratello dell'imperatrice Nur Jahan e padre di Arjumand Bano Begum, che divenne la consorte di Shah Jahan con il nome di Mumtaz Mahal. Nel 1636, fu elevato al ruolo di Khan-e-Khana e comandante in capo e un anno dopo divenne governatore di Lahore. Morì il 12 giugno 1641 in una battaglia contro le forze del ribelle di Raja Jagat Singh. La sua tomba venne costruita nel complesso di Shahdara Bagh a Lahore per ordine di Shah Jahan.
L'imperatore Shah Jahan commissionò il santuario dopo la morte di Khan nel 1641. Secondo Abdul Hamid Lahori, autore del Padshahnama, il santuario venne costruito in 4 anni, fino al 1645, e costò 300.000 rupie. La tomba fu costruita direttamente a ovest di quella di Jahangir e forma un asse con la tomba di Jahangir, interrotto dall'Akbari Sarai.
La tomba fu molto danneggiata durante il dominio dell'Impero Sikh. I primi regnanti Sikh di Lahore, Gujjar Singh, Lahna Singh e Subha Singh, sono noti per aver danneggiato la tomba e piantato grandi alberi di pipal accanto al santuario, ostruendone la vista. Gli alberi furono rimossi solo nell'era britannica.
La tomba fu saccheggiata dai Sikh, nel XIX secolo, per prelevare il marmo con il quale era stata costruita. Ranjit Singh è stato notato, dall'esploratore britannico William Moorcroft, di aver rimosso il marmo dall'interno e dall'esterno della tomba, nonché le pietre utilizzate per decorare la stessa. I materiali saccheggiati furono quindi usati per decorare il Tempio d'Oro di Amritsar, nonché per costruire Hazuri Bagh Baradari vicino al Forte di Lahore.

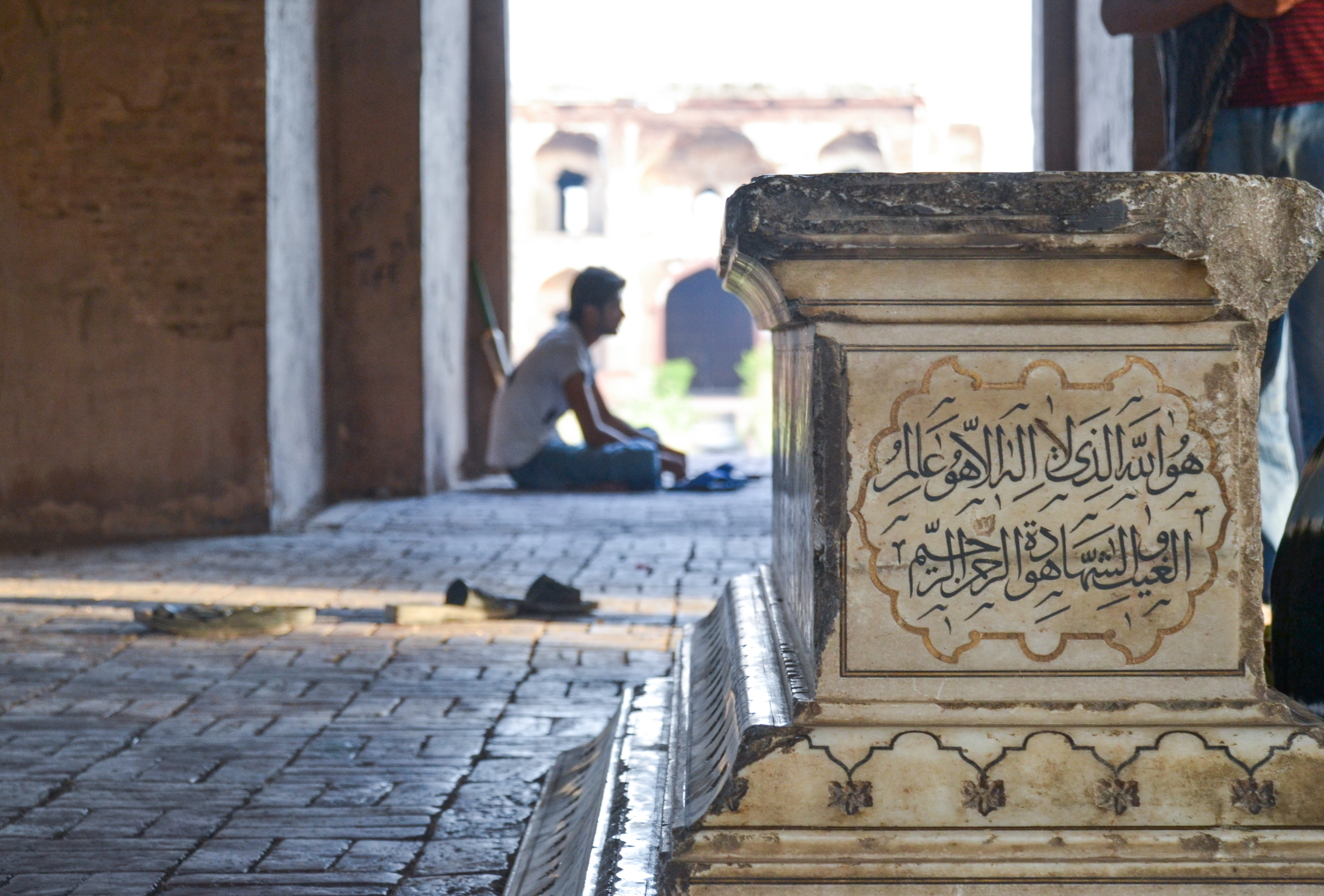
Il cenotafio in marmo di Asaf Khan

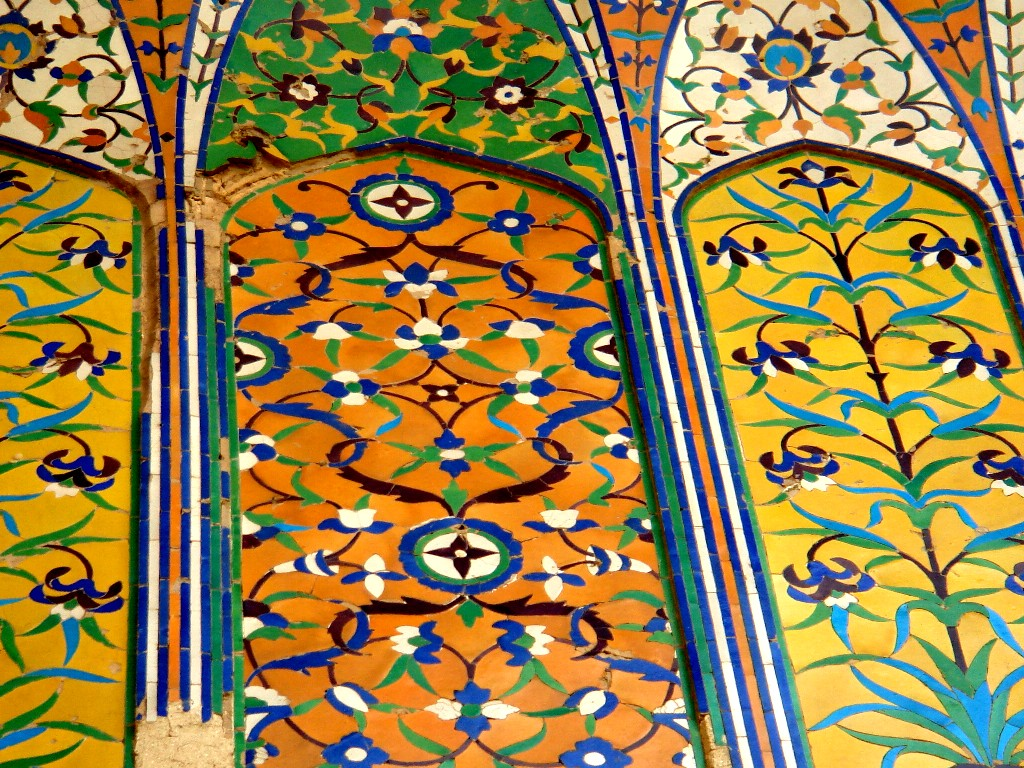
Alcune delle elaborate opere di piastrellatura sopravvissute

## Descrizione
La tomba è costruita interamente in mattoni a pianta ottagonale e si trova al centro di un grande quadrangolo di 270 metri su ciascun lato. È posta su un chabutra, o piedistallo, che eleva la struttura di circa un metro rispetto al livello del giardino. Ogni lato dell'ottagono misura circa 12 metri.
Esistono grandi porte sia a nord sia a sud, sebbene la porta principale della tomba sia quella meridionale. Una piccola moschea si trova nella parete orientale che fu convertita in residenza durante il periodo britannico,  mentre la parete occidentale offre accesso alla tomba di Jahangir attraverso l'Akbari Sarai.
Le tombe ottagonali non furono mai usate per gli imperatori, ma comunemente impiegate per la sepoltura di nobili di alto rango come Asaf Khan. Il pavimento della piattaforma, su cui sorge la tomba, era costruito con Sang-e Abri, o calcare rosso, mentre le pareti esterne erano ricoperte di arenaria rossa.

## Architettura

### Esterno

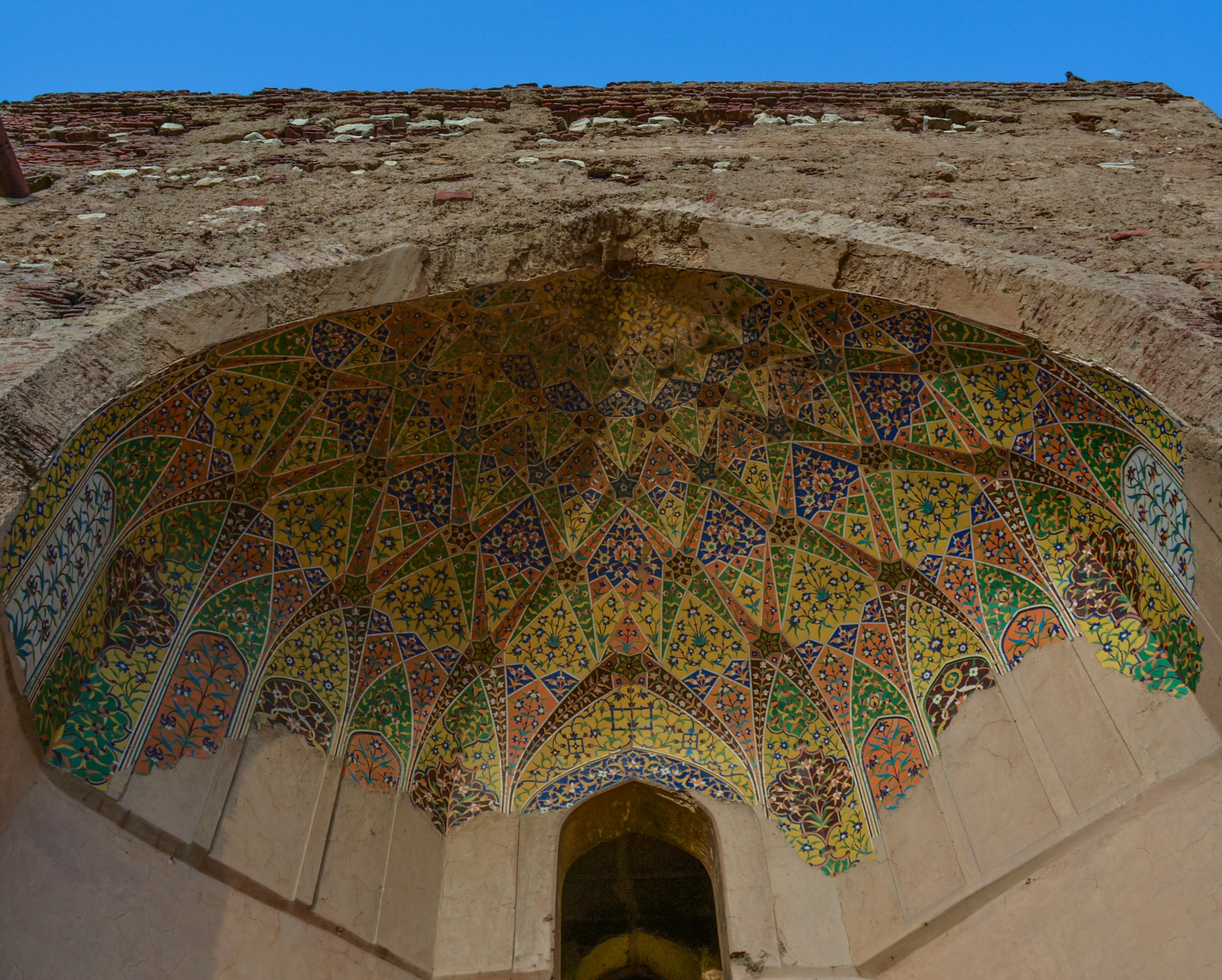
Alcune delle piastrelle del santuario sopravvivono ancora

Al momento della sua costruzione, la tomba era nota per contenere alcuni dei migliori esempi di arti e mestieri da costruzione. L'esterno in origine era ornato con marmi e ricoperto con stucchi trafori e blu Kashi, tipiche piastrelle di Lahore. I pavimenti erano decorati con marmi, intarsiati con pietre preziose. Ogni lato della tomba ha un iwan profondamente incassato, o alcova, con una porta e una finestra ad arco che guardano sulla tomba.

### interno

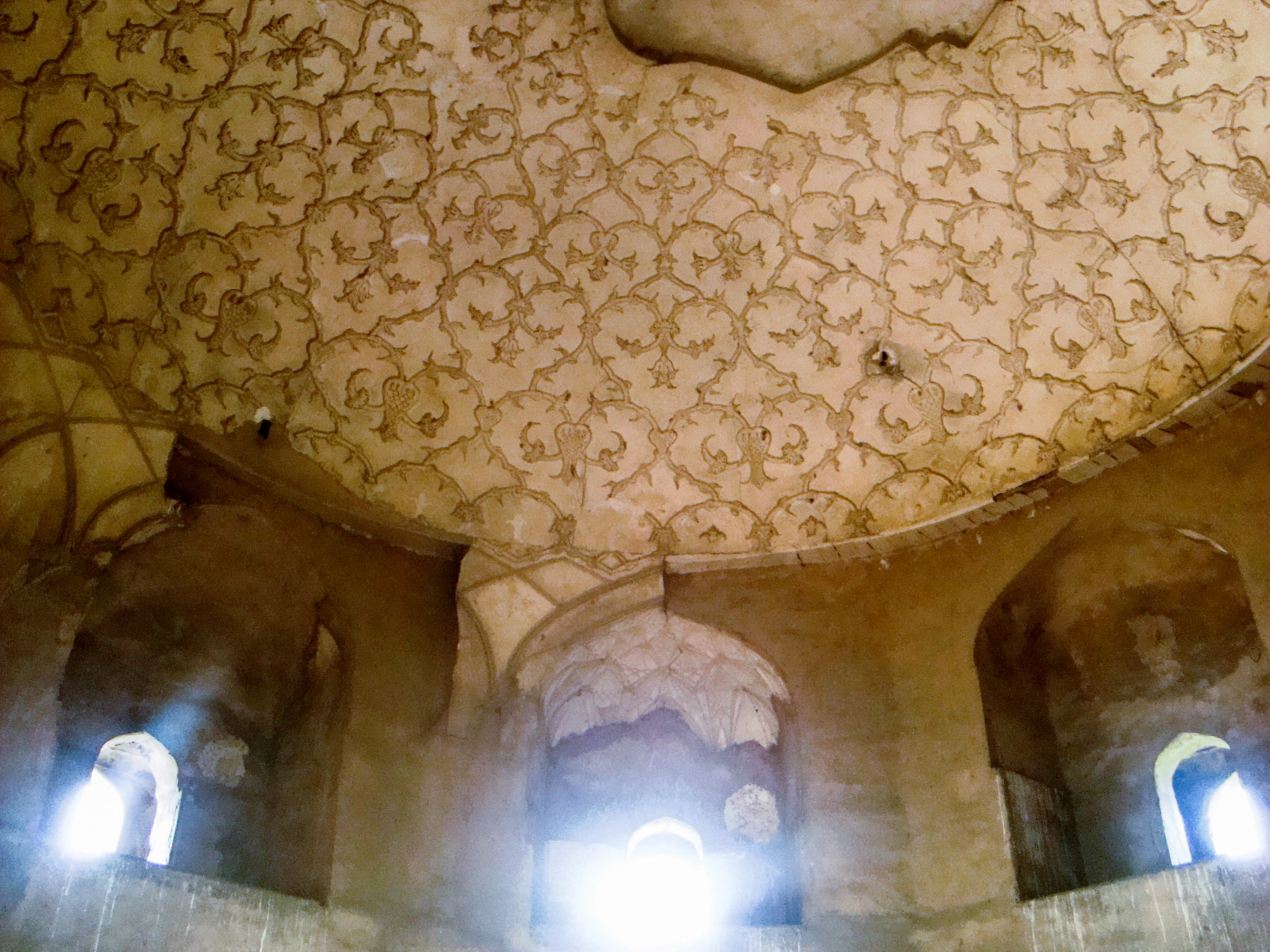
Alcuni intonaci sopravvivono ancora sul lato inferiore della cupola

L'interno della tomba presenta 8 portali che offrono accesso dall'esterno. L'interno era rinomato per l'uso sontuoso di marmo bianco e intarsi in pietra dura, ora scomparso. Il soffitto della cupola interna è decorato con alto altorilievo in gesso di motivi intrecciati, alcuni dei quali sopravvivono ancora. Il pavimento era un tempo in arenaria rossa, sebbene sia stato rimosso durante il periodo Sikh.
La tomba contiene un cenotafio in marmo, scolpito con iscrizioni del Corano, simile a quello della tomba adiacente dell'imperatore Jahangir.

### Cupola
Una grande cupola centrale a bulbo in mattoni a doppio strato poggia sulla base ottagonale. La cupola bulbosa, che corona la tomba, una volta era ricoperta di marmo, ed ha una forma unica tra tutte le strutture moghul. Tali cupole bulbose erano un'innovazione dell'epoca di Shah Jahan e furono utilizzate con grande efficacia in altri siti come il Taj Mahal ad Agra.

### Giardino

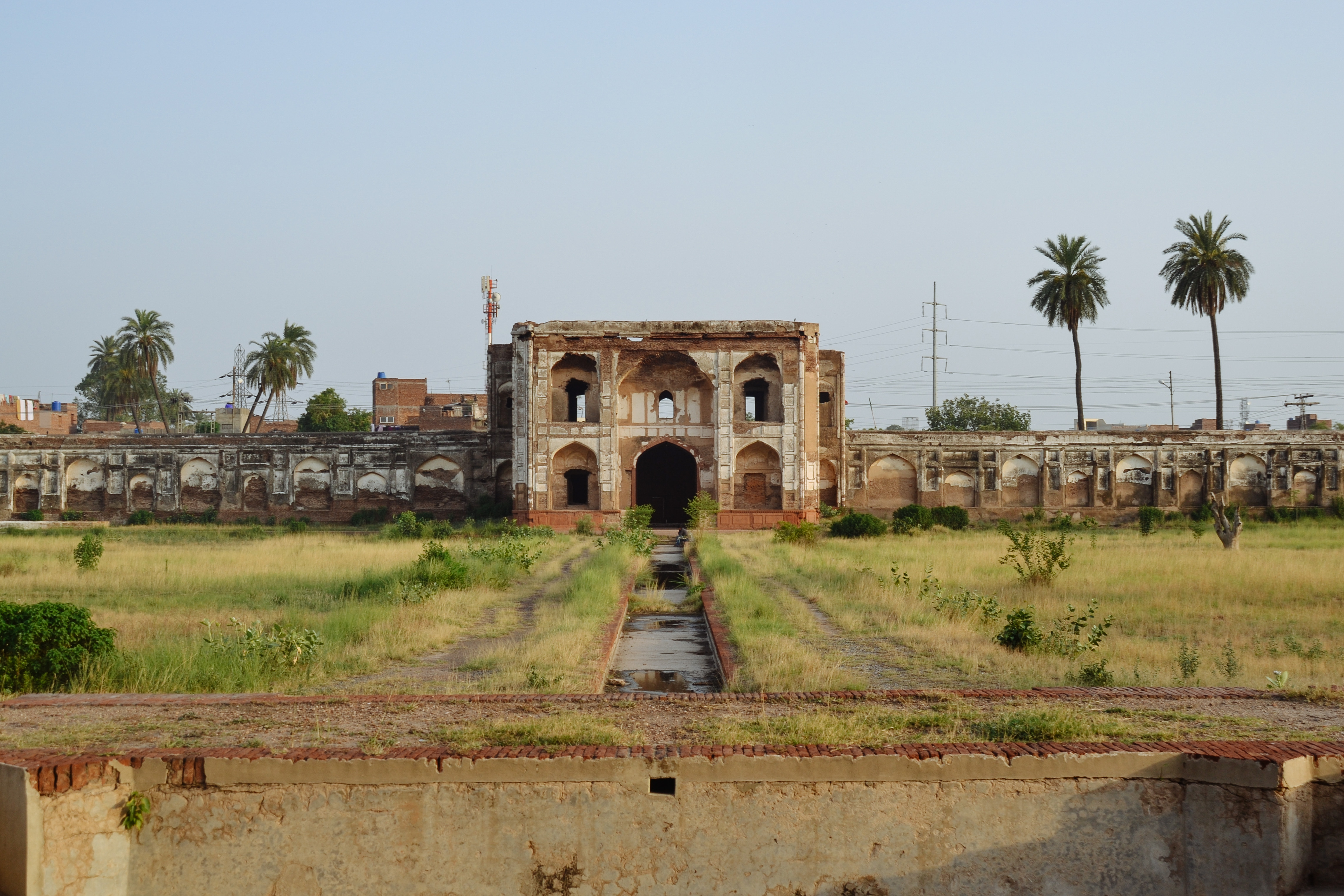
La tomba presenta una lunga piscina in ciascuna delle 4 direzioni.

La tomba una volta aveva un serbatoio d'acqua, che alimentava fontane e canali. Oggi è circondata da un giardino Charbagh, in stile persiano, con quattro lunghe piscine, o hauz, fiancheggiate da passerelle in ciascuna delle 4 direzioni.

### Porta meridionale
La porta meridionale funge da ingresso principale nel complesso del giardino della tomba. È un edificio a due piani costruito in mattoni di forma approssimativamente quadrata. La facciata meridionale della porta era coperta di arenaria rossa e marmo bianco, mentre gli altri tre lati presentavano intonaci decorati.
L'interno della porta presenta quattro piccole camere, due delle quali sono accessibili tramite scale. La porzione centrale della porta presenta un alto portale iwan a due piani rifinito con stucchi, con quattro iwan piccoli che fiancheggiano il portale centrale, diviso in due livelli. La pavimentazione della porta presenta mattoni disposti in un disegno geometrico.

### Porta del Jawab

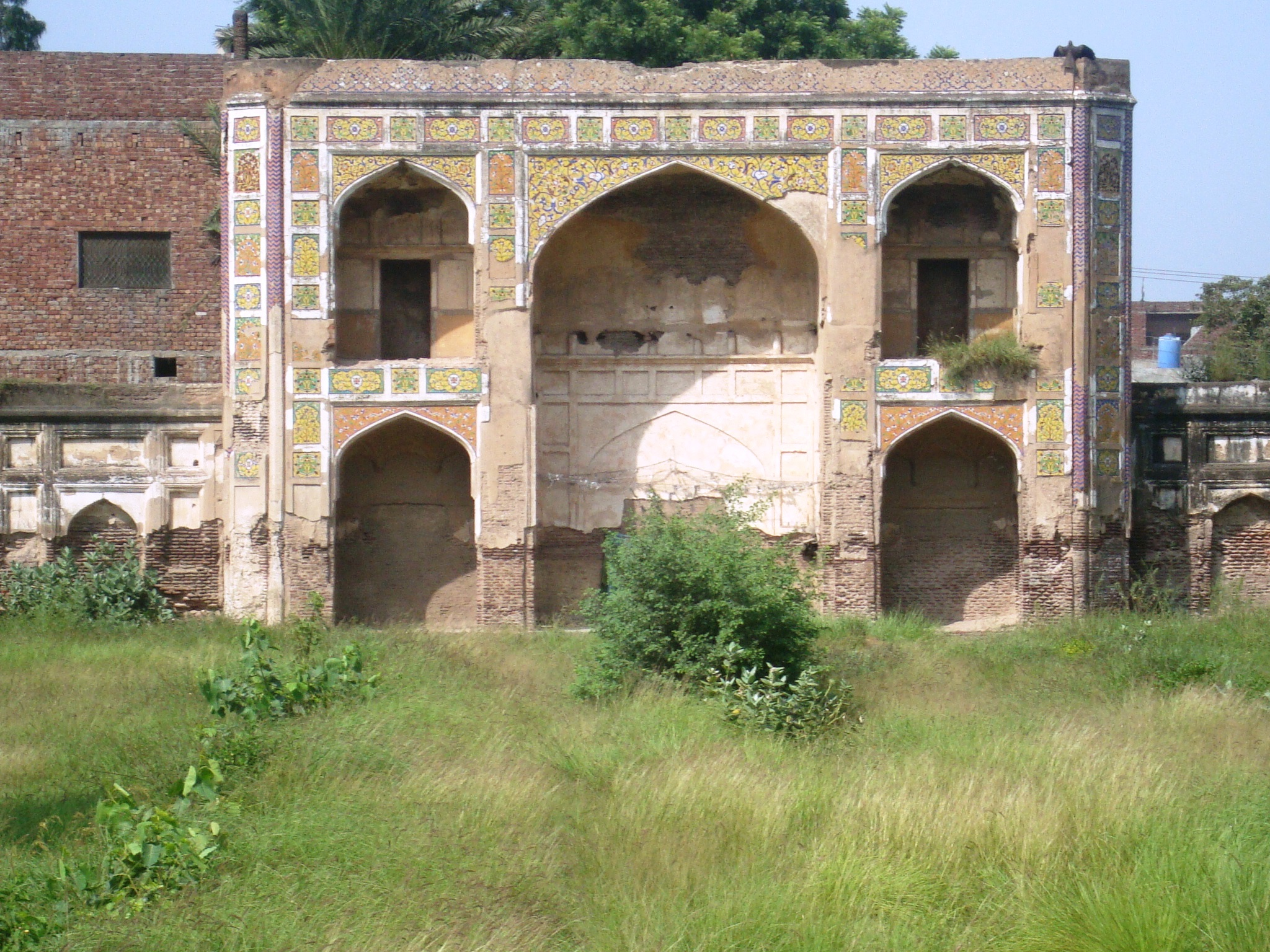
La porta del jawab è impreziosita da piastrelle

Il bordo settentrionale delle mura di cinta del complesso presenta un altro grande portale, chiamato jawab, o "risposta", in opposizione alla porta meridionale. Anche questa è una struttura a due piani, con un portale iwan ad arco centrale affiancato da quattro portali più piccoli. La facciata era ricoperta da intricati lavori di piastrelle, noti come kashi kari, alcuni dei quali ancora presenti.

## Conservazione
La tomba non attirò molta attenzione da parte delle autorità coloniali britanniche, sebbene, nel 1905, fosse stata ricostruita una scala distrutta dai Sikh, mentre i mattoni del pavimento e gli intonaci del soffitto furono riparati. Il santuario fu protetto per legge per la prima volta nel 1912 dalle autorità britanniche. I giardini e le loro strade rialzate furono riparati dagli inglesi nel 1920–1921 e poi ulteriormente restaurati nel 1924–1925 e nel 1930–1934.
A seguito dell'indipendenza, la tomba passò sotto la gestione del Dipartimento di Archeologia del Pakistan. Le mura meridionali della tomba furono spazzate via dall'alluvione del fiume Ravi nel 1955, mentre ulteriori danni da alluvione si verificarono nel 1973. Le mura meridionali della tomba furono riparate nel 1986-1987.
Oggi la tomba, le mura e il portale principale sono fatiscenti. Sebbene la legge pakistana proibisca la costruzione di nuovi edifici entro 45 metri dai siti del patrimonio, i muri di cinta della tomba sono separati dalle case private da una stradina sui suoi lati occidentale e settentrionale. Immediatamente a nord della tomba si trova il santuario di Nim Pir, risalente all'epoca moghul.
I lavori di conservazione della tomba sono ripresi nel 2005 con l'assistenza del Global Heritage Fund. La tomba, insieme all'adiacente Akbari Sarai e alla tomba di Jahangir, è nella lista provvisoria come patrimonio mondiale dell'UNESCO.

## Galleria d'immagini

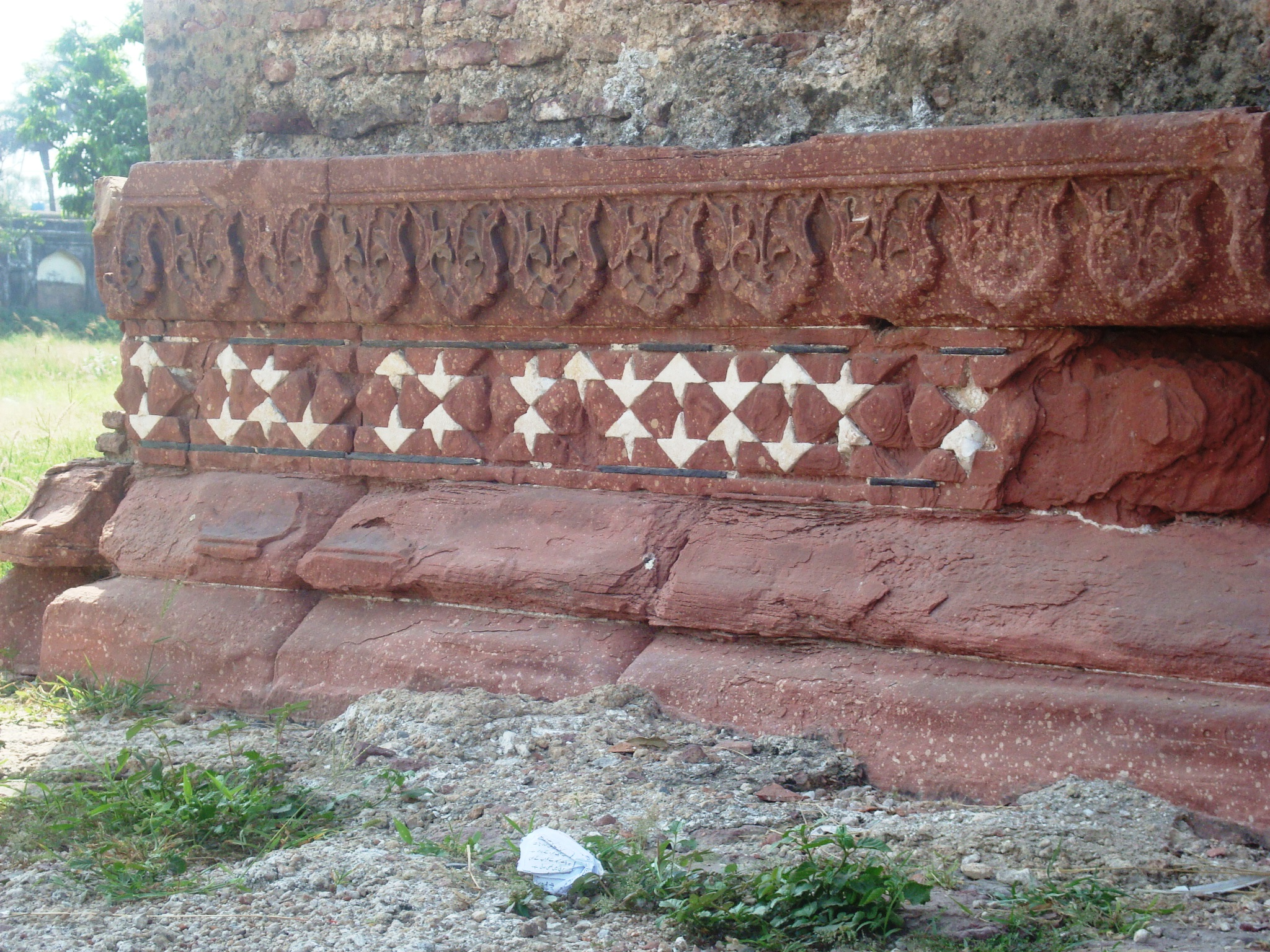
Alcuni elementi decorativi sulla porta meridionale sopravvivono ancora
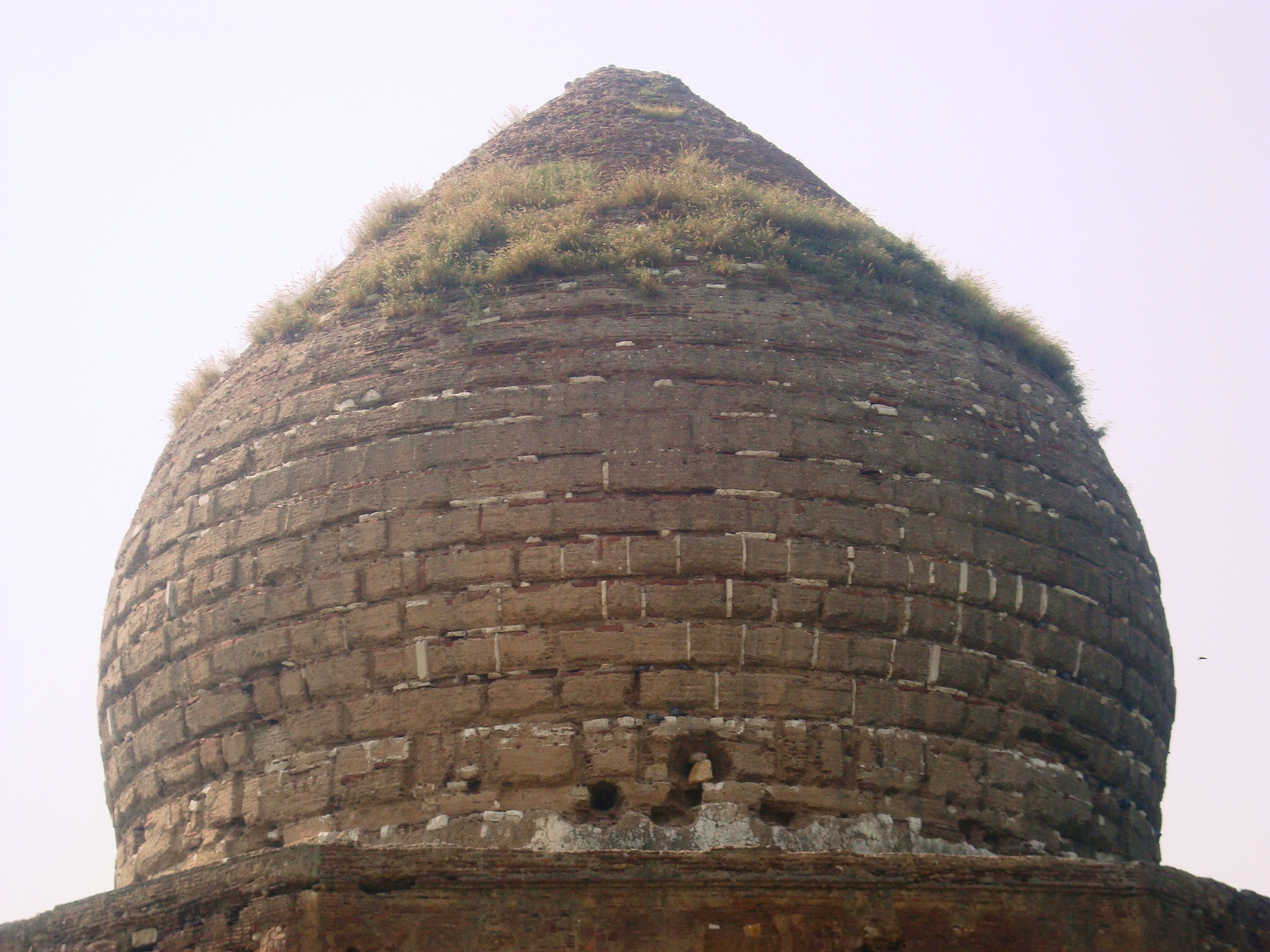
La tomba è nota per la sua cupola bulbosa di forma insolita
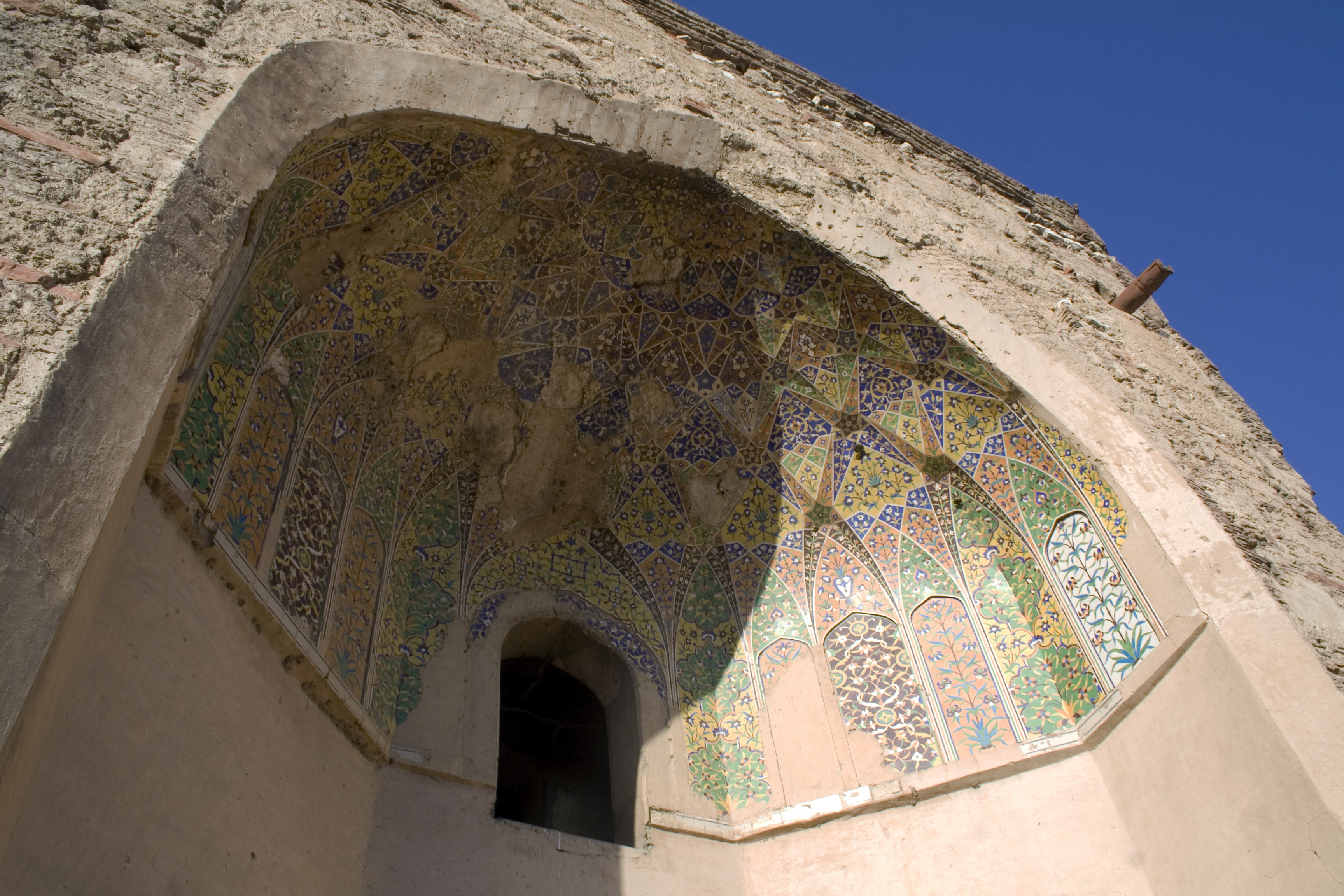
Muqarnas sopra l'ingresso della tomba.
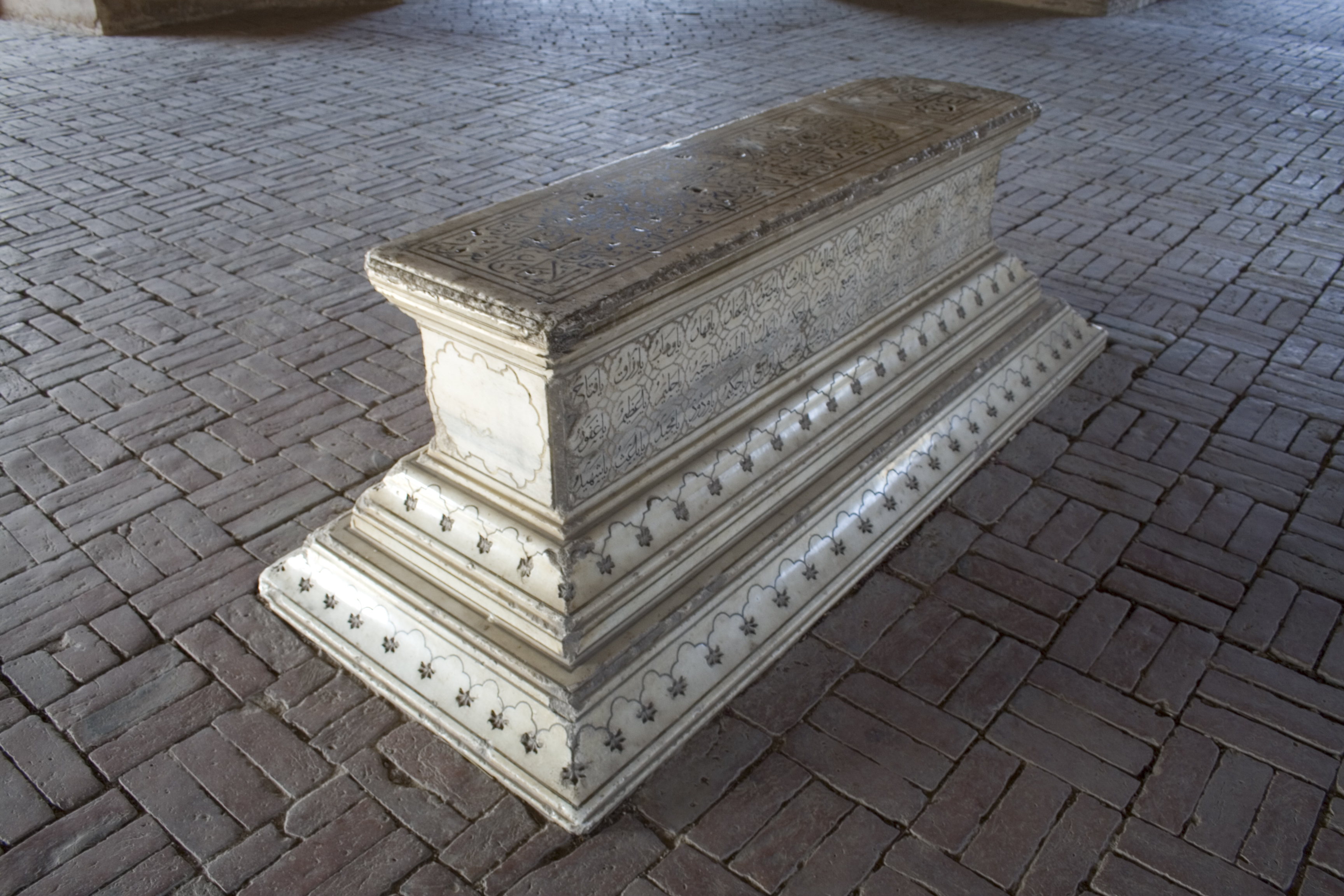
Cenotafio di Asaf Khan